# 2000년대 대한민국의 영화 목록
다음은 2000년대에 관한 대한민국 영화의 연도순 목록이다.
- 2000년 대한민국의 영화 목록
- 2001년 대한민국의 영화 목록
- 2002년 대한민국의 영화 목록
- 2003년 대한민국의 영화 목록
- 2004년 대한민국의 영화 목록
- 2005년 대한민국의 영화 목록
- 2006년 대한민국의 영화 목록
- 2007년 대한민국의 영화 목록
- 2008년 대한민국의 영화 목록
- 2009년 대한민국의 영화 목록

## 같이 보기
- 2000년대 영화 목록
- 1990년대 대한민국의 영화 목록
- 2010년대 대한민국의 영화 목록